# Fuente de Ventura Rodríguez (Boadilla del Monte)

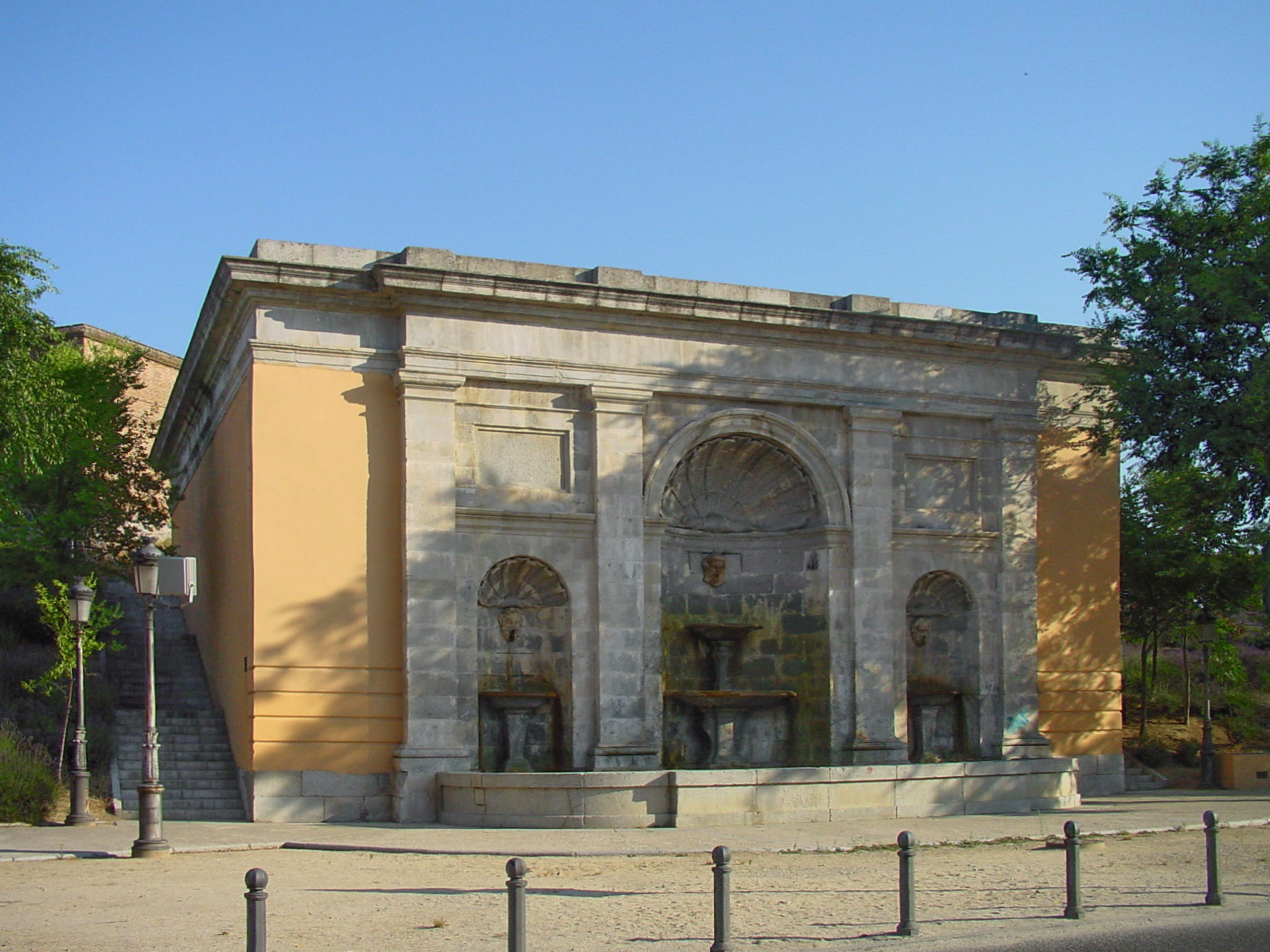
La Fuente de Ventura Rodríguez o de los Tres Caños.

La fuente de Ventura Rodríguez, también llamada de los Tres Caños, es un monumento de estilo neoclásico, situado en el municipio español de Boadilla del Monte, en la comunidad autónoma de Madrid. Fue levantada en el último tercio del siglo XVIII, a partir de un diseño del arquitecto Ventura Rodríguez, de quien toma su nombre.

## Historia

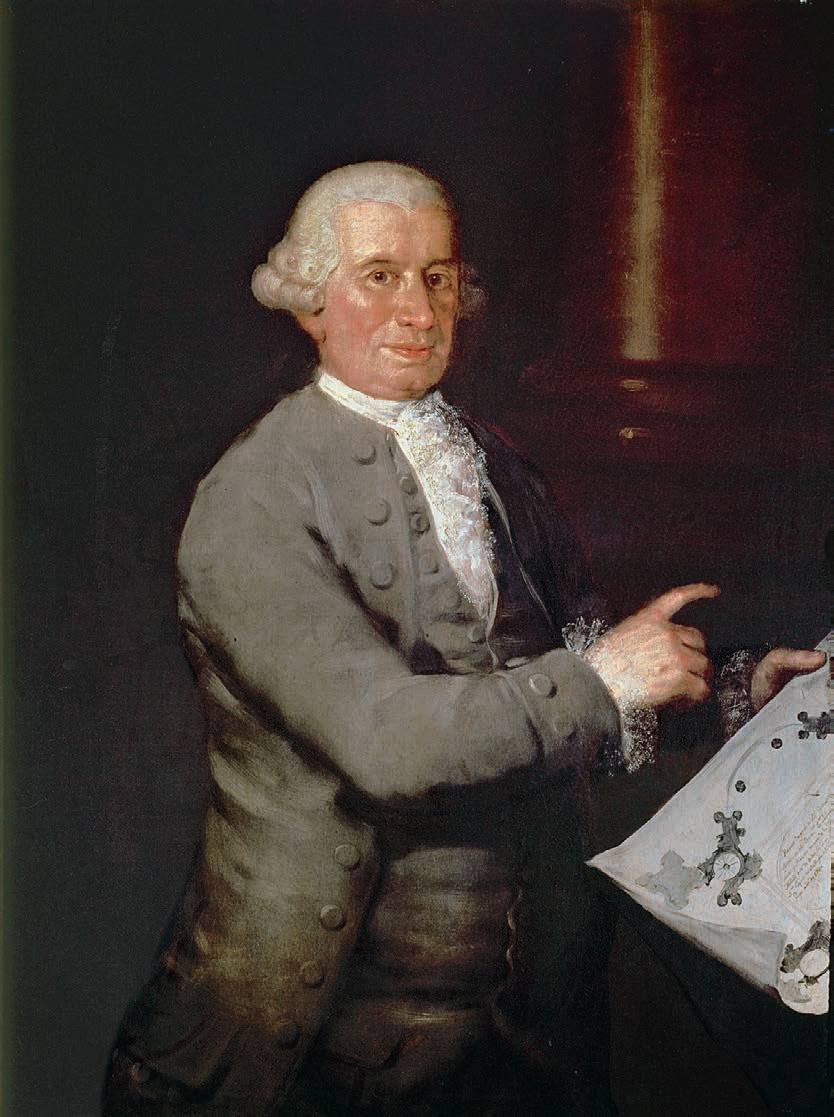
Retrato de Ventura Rodríguez, de Goya. A este arquitecto se debe el Palacio del Infante don Luis, donde se encuentra la fuente.

La fuente fue proyectada en 1763, como uno de los elementos más destacados del jardín frontal del Palacio del Infante don Luis, donde residió Luis Antonio de Borbón y Farnesio, hijo de Felipe V y hermano de Carlos III, entre 1765 y 1776. Al igual que el citado edificio, fue concluida en el año 1765.
Fue erigida en las inmediaciones de la fachada principal del palacio, formando eje con su puerta de acceso. Presidía un recinto ajardinado, que desapareció con la expansión urbana de Boadilla del Monte. Sobre su solar se extiende actualmente una calle y una plaza. 
Junto a la fachada posterior de la residencia palaciega, se alzaba otra fuente, la de las Conchas, diseñada igualmente por Ventura Rodríguez y trasladada a los jardines del Campo del Moro de Madrid, en 1844.
La fuente y su entorno fueron objeto de una adecuación y rehabilitación en el año 1991.

## Descripción
La fuente fue concebida como un depósito de agua, cuya misión era regular el suministro a las distintas dependencias del palacio, a los jardines y a las restantes fuentes, con los que tenía comunicación subterránea. Esta función determinó tanto su emplazamiento, a espaldas de un pequeño cerro, como su trazado, a modo de gran cubo.
En la cara posterior de la estructura, la más funcional, se oculta un aljibe, mientras que en la anterior, que se enfrenta a la puerta principal del palacio, Ventura Rodríguez ideó una solución monumental. Esta última consta de tres cuerpos principales, realizados en sillares de granito, y de dos laterales, hechos en revoco, que se unen en la parte superior mediante una cornisa corrida. Cuatro pilastras planas, rematadas por capiteles toscanos, separan las diferentes partes.
Los cuerpos de piedra alojan tres hornacinas, formadas por veneras de cuarto de esfera. La hornacina central es la de mayor tamaño y, en su interior, hay instaladas dos pilas, sobre las que arroja agua un mascarón. Este esquema se repite en las hornacinas de los lados, si bien el número de pilas se reduce a uno.
El conjunto se completa con un pilón de granito, que rodea la base. Su planta rectangular queda rota en los extremos mediante dos cuartos de círculo.